# 竹田いさみ
竹田 いさみ（たけだ いさみ、男性、1952年3月11日 - ）は、日本の政治学者。獨協大学外国語学部教授。専門は、国際政治学、オーストラリアの政治外交。

## 来歴

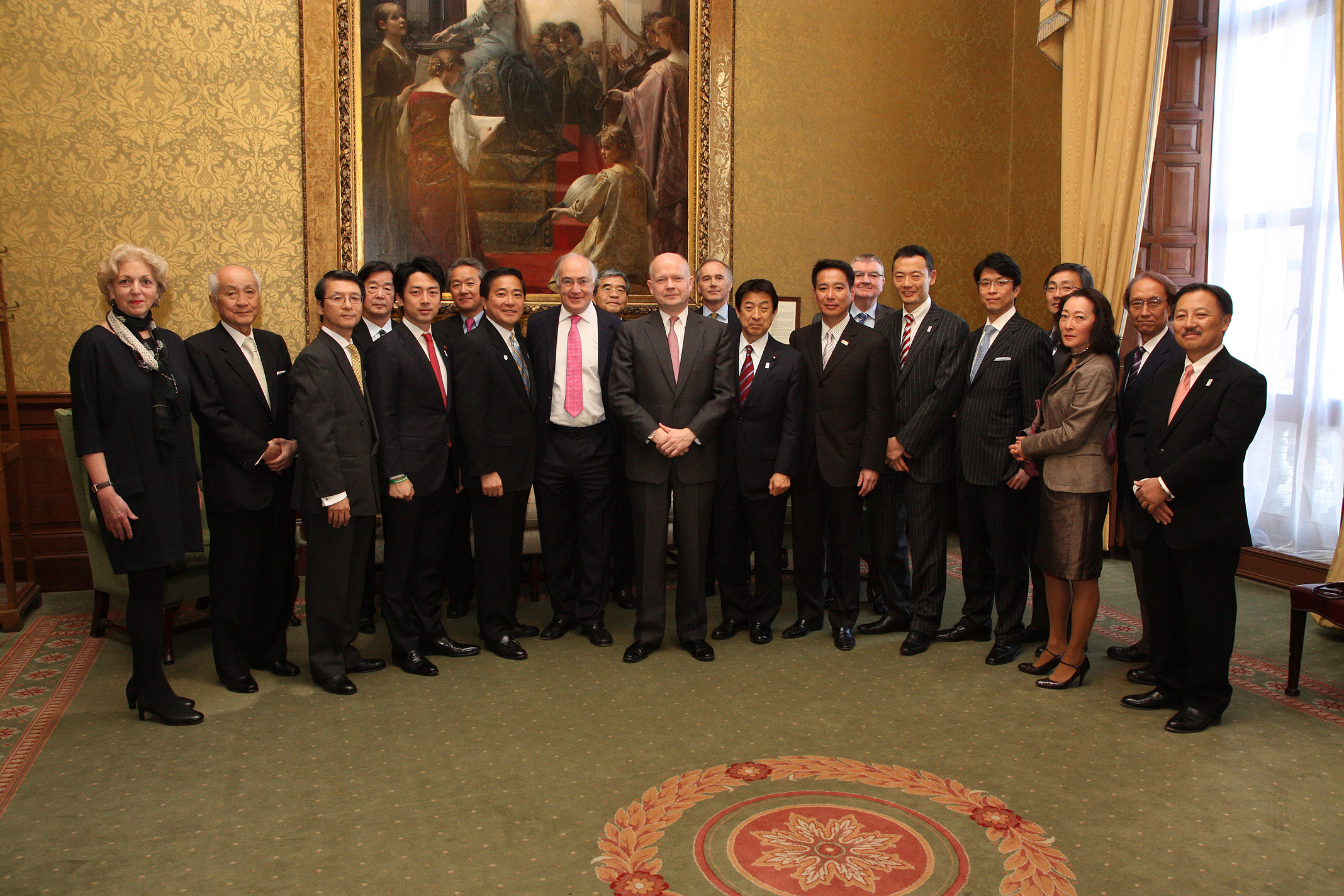
2013年5月2日、日英21世紀委員会第30回合同会議の参加者らと

東京都生まれ。獨協大学外国語学部、上智大学大学院を経て、シドニー大学大学院で博士号取得。

## 著書
- 『移民・難民・援助の政治学――オーストラリアと国際社会』（勁草書房 1991年）、オンデマンド版2013年
- 『物語オーストラリアの歴史―多文化ミドルパワーの実験』（中公新書 2000年）
- 『国際テロネットワーク――アルカイダに狙われた東南アジア』（講談社現代新書 2006年）
- 『世界史をつくった海賊』（ちくま新書 2011年）
- 『世界を動かす海賊』（ちくま新書 2013年）
- 『海の地政学―覇権をめぐる400年史』（中公新書 2019年）

### 共著
- （関根政美・鈴木雄雅・加賀爪優・諏訪康雄）『概説 オーストラリア史』（有斐閣選書、1988年）
- （永野隆行）『物語 オーストラリアの歴史　新版』（中公新書、2023年）

### 共編著
- （森健）『オーストラリア入門』（東京大学出版会, 1998年）
- （納家政嗣）『新安全保障論の構図』（勁草書房, 1999年）
- （小島朋之）『東アジアの安全保障』（南窓社, 2002年）
- （森健・永野隆行）『オーストラリア入門［第2版］』（東京大学出版会, 2007年）

### 訳書
- D・ソロモン『現代オーストラリアの政治』川口浩共訳（敬文堂, 1982年）

## 論文
- 竹田いさみ、「白豪政策の成立と日本の対応 -近代オーストラリアの対日基本政策-」 『国際政治』 1981年 1981巻 68号 p.23-43,L2, doi:10.11375/kokusaiseiji1957.68_23, 日本国際政治学会